# 美国海军舰队司令部
美国海军舰队司令部（United States Fleet Forces Command，縮寫：USFF），前身是1906年成立的美国大西洋舰队。美國北方司令部的組成部分，如今它主要负责大西洋水域内美国舰队的训练、调度等工作，下辖美国海军第2舰队。